# Saison 1 de Sous le soleil
Chronologie
Saison 2
La première saison de Sous le soleil, série télévisée française créée par Pascal Breton et Olivier Brémond, a été diffusée pour la première fois sur la chaîne TF1 du 13 mars au 23 juin 1996. Cette première saison a été diffusée à un rythme hebdomadaire. Les quatre premiers épisodes ont été programmés le mercredi à 15 h 15, puis les épisodes restants ont été programmés le dimanche à 18 h.

## Distribution

### Distribution principale
- Mallaury Nataf : Sandra Robert
- Frédéric Deban : Grégory Lacroix
- Bénédicte Delmas : Laure Olivier
- Roméo Sarfati : Louis Lacroix
- Adeline : Caroline Drancourt

### Distribution secondaire
- Marie-Christine Adam : Blandine de Loire, ép. Olivier
- Sylvain Corthay : Pierre Olivier
- Jean-François Garreaud : Claude Lacroix
- Stéphane Slima : Alain Dulac
- Avy Marciano : Samuel Devos
- Patrick Guillemin : Emmanuel Robert
- Tonya Kinzinger : Jessica Laury

### Invités
- Diane Bellego : Nicole Lacroix
- Bernard Montiel : Patrick Saint-Val
- Claudine Ancelot : Elizabeth Chouchan
- Fabien Baïardi : un policier

## Épisodes
| № | Titre                   | Réalisé par | Écrit par                              | 1re diffusion |
| --- | ----------------------- | ----------- | -------------------------------------- | ------------- |
| 1 | Plage à vendre          | Éric Summer | Lorène Delannoy et Fabienne Lesieur    | 13 mars 1996  |
| Louis Lacroix se fait renvoyer de son lycée, mais cela le ravit d’autant qu’il va pouvoir accueillir son frère Grégory de retour d’un long voyage en bateau. Ils se retrouvent à la plage « Le Saint-Tropez » tenue par leur père, là où ils ont tous leurs souvenirs d’enfance avec Sandra et Laure. Cette dernière vient de se fiancer à Alain Dulac, un riche premier qui travaille avec son père. Alain comprend rapidement que l’ancienne idylle de jeunesse entre Laure et Grégory n’est pas totalement terminée. Sandra, qui travaille chez un notaire, aide Louis à saborder la vente de la plage car il refuse de voir son père s’en séparer. Depuis le départ de sa femme Nicole, Claude a en effet décidé de tourner la page et de se consacrer à son poste d’adjoint au maire. Alain intervient auprès de Grégory pour lui dire que Laure a fait son choix et qu’elle ne s’enfuira pas avec lui. Grégory reprend alors la mer sans savoir qu’il s’agit d’un mensonge. Enfin, Sandra démissionne de son travail et propose à Claude de reprendre la gérance de la plage avec Louis. |                         |             |                                        |               |
| 2 | Le beau mariage         | Éric Summer | Malika Ferdjoukh                       | 20 mars 1996  |
| Sandra est très occupée avec la préparation du mariage de Laure et Alain à la plage. Blandine, la mère de Laure, ne lui facilite pas la tâche en voulant imposer ses idées. Grégory est de retour à Saint-Tropez et il comprend au détour d’une conversation avec Sandra qu’Alain lui avait menti pour précipiter son départ. Il tente alors de s’expliquer auprès de Laure, mais cette dernière lui demande de la laisser tranquille. Louis ne supporte pas de voir son frère laisser son amour de jeunesse lui échapper, et il lui conseille de tout faire pour la récupérer. Alors qu’elle vient lui dire adieu, Grégory l’enferme dans la cabine de son bateau et prend la mer pour avoir enfin l’occasion de lui parler. Mais Laure préfère l’éconduire et retourner à terre se marier. À quelques minutes de la célébration, Louis avoue à Laure les manigances d’Alain dans le but de la garder auprès de lui. Elle décide soudain d’avorter le mariage et plonge dans la mer pour rejoindre Grégory sur son bateau. |                         |             |                                        |               |
| 3 | Comportement modèle     | Éric Summer | Jessica Bendinger                      | 27 mars 1996  |
| Jeanne, une amie de Laure dans le besoin, débarque à Saint-Tropez. Yves, le barman de Sandra, l’embauche comme serveuse au Saint-Tropez et Sandra lui propose de l’héberger temporairement. Mais Yves se montre rapidement intrusif et tente même de l’agresser sexuellement. Dans le même temps, Sandra signe un contrat lucratif avec une marque de maillots de bain en mettant la plage, ainsi que le bateau de Grégory, à disposition pour un shooting photo. À cette occasion, Louis tombe sous le charme de Diane, une jeune mannequin, qui lui résiste un peu avant de céder à ses avances. Jeanne finit par se confier à Laure puis Sandra, qui préviennent aussitôt Claude, le propriétaire de la plage. Ce dernier renvoie Yves manu militari et Jeanne accepte de remplacer Diane pour les photos, victime d’une éruption cutanée. Jeanne finit par accepter une proposition pour devenir mannequin et décide de retourner à Paris. |                         |             |                                        |               |
| 4 | La tentation            | Éric Summer | Lorène Delannoy et Fabienne Lesieur    | 3 avril 1996  |
| À la plage, Louis fait la connaissance de Caroline, une jeune chanteuse de rock en couple avec le musicien Samuel Devos. Louis tombe immédiatement sous son charme, mais Caroline est sous l’emprise néfaste de Samuel qui l’incite à se droguer et la frappe. Dans le but de la séduire, Louis leur propose de les engager pour un concert au Saint-Tropez, financé via son père Claude par le budget de la mairie. Louis va même jusqu’à lui voler une robe dans un magasin pour la lui offrir, et les installe dans la villa des parents de Laure qui se sont absentés. Mais Samuel et ses amis saccagent rapidement la maison, au grand désespoir de Laure qui doit tout remettre en ordre avant le retour de ses parents. Fatiguée d’être traitée de la sorte par Samuel, Caroline le quitte et se réfugie chez Sandra. Il revient lui demander pardon, avec la promesse d’enregistrer un premier album et d’arrêter la drogue. Malheureusement, Caroline découvre pendant le concert à la plage que Samuel ne respecte pas sa promesse et décide de rompre pour de bon. |                         |             |                                        |               |
| 5 | Le juge                 | Éric Summer | Lorène Delannoy et Fabienne Lesieur    | 14 avril 1996 |
| Caroline travaille désormais à la plage, qui reçoit depuis plusieurs jours des lettres de menaces et des appels d’intimidation. Cela n’empêche pas Sandra d’y organiser un vernissage, à l’occasion duquel elle retrouve Cyril Walski, son ancien professeur de dessin pour qui elle accepte de poser nue. Le père de Sandra, le juge Emmanuel Robert, n’approuve ni ce choix ni la nouvelle vie de sa fille en tant que gérante de la plage. Au cours du vernissage, trois hommes viennent en découdre avec la bande. Cet incident pousse le juge Robert à faire fermer la plage, au grand dam de Sandra qui décide de partir de chez son père et de mener l’enquête pour découvrir l’identité de ceux qui leur veulent du mal. Elle comprend rapidement qu’il s’agit des gérants d’une boîte de nuit concurrente et décide de s’y rendre pour confondre les agresseurs. Conscient du danger qu’elle court, son père se rend sur place et arrive juste à temps pour la défendre. Sandra et Emmanuel se réconcilient, et le Saint-Tropez peut rouvrir. |                         |             |                                        |               |
| 6 | J'ai besoin de personne | Éric Summer | James Adner                            | 21 avril 1996 |
| Toute la bande prépare une fête surprise pour l’anniversaire de Louis. Sa mère, Nicole Lacroix, arrive de Lyon pour l’occasion, mais elle est accompagnée de Bertrand, un chirurgien avec qui elle a refait sa vie. Bien qu’elle appréhende les retrouvailles, sa venue à Saint-Tropez lui permet de régler les derniers papiers du divorce avec Claude. Samuel réapparaît et soumet à Caroline un contrat pour enregistrer un disque. La jeune fille accepte mais prévient qu’il ne se passera plus rien entre eux. Louis enrage de les voir à nouveau passer du temps ensemble, et menace de quitter Caroline si elle reprend la musique avec Samuel. Et lorsqu’il apprend que sa mère va se remarier avec Bertrand, s’en est trop. Louis enfourche la moto qu’il vient de recevoir en cadeau et a un accident. Gravement blessé, il a besoin de subir une opération par un spécialiste mais le transport jusqu’à Toulon serait dangereux. Bertrand se propose alors pour l’opérer à Saint-Tropez et sauve Louis. |                         |             |                                        |               |
| 7 | La star                 | Éric Summer | Olivier Marvaud                        | 28 avril 1996 |
| La star de cinéma Patrick Saint-Val débarque sur la plage et Sandra tombe immédiatement sous son charme. Il lui fait rapidement miroiter une carrière de comédienne et la présente à un réalisateur, ce qui ne plait guère au père de la jeune fille. Tout va si vite que Sandra en oublie ses amis qui l’attendent pour fêter son anniversaire et ne se présente pas à un important rendez-vous avec un sponsor, ce qui met en péril l’organisation d’une démonstration de water jump au Saint-Tropez. Mais un soir où Sandra débarque par surprise chez Patrick, elle l’aperçoit en train d’en embrasser une autre. Déçue, Sandra décide de se venger en manipulant Patrick, ce qui l’oblige à venir assister à la démonstration sur la plage, attirant ainsi la presse et le public. Amer, Patrick et Sandra se séparent sur un goût d’inachevé, et l’acteur rentre sur Paris. |                         |             |                                        |               |
| 8 | À bout de souffle       | Éric Summer | James Adner                            | 5 mai 1996    |
| Thomas, un ami de Louis, se fait embaucher à la plage pour prouver à son père qui le rabaisse sans cesse qu’il n’est pas incompétent. Ce dernier, Marc, y rencontre Sandra en s’inscrivant au tournoi de natation qu’elle organise. Il la séduit et l’emmène faire de la plongée en mer avant de passer la nuit avec elle. Dans le même temps, Laure décide de s’installer dans un appartement avec Grégory. Blandine et Pierre, ses parents, s’en offusquent de peur qu’elle ne délaisse ses études de médecine. Pierre décide de lui couper les vivres, mais Blandine éprouve des remords et finit par aider financièrement le jeune couple sans en informer son mari. À force de travailler à ses côtés au Saint-Tropez, Thomas tombe amoureux de Sandra. Il l’invite à un concert où ils doivent retrouver le père du jeune homme. Sandra découvre alors, stupéfaite, les liens qui unissent les deux hommes et l’existence de la femme de Marc. Elle décide de mettre fin à leur relation mais Thomas les aperçoit échanger un dernier baiser, ce qui le blesse énormément. Pourtant, lorsque son père est en difficulté lors du tournoi, Thomas n’hésite pas à plonger pour aller le sauver. Enfin, Laure prend rendez-vous chez le médecin car elle pense être tombée enceinte. |                         |             |                                        |               |
| 9 | État critique           | Éric Summer | Pascale Mémery                         | 12 mai 1996   |
| Olivia, la propriétaire du bateau sur lequel travaille Grégory comme skippeur, lui propose de le convoyer jusqu’en Argentine pour un contrat de plusieurs mois. Grégory est fou de joie à l’idée de reprendre la mer et il propose aussitôt à Laure de l’accompagner. Il est en revanche moins emballé par l’annonce de sa grossesse. Il s’ensuit une dispute et Laure part se réfugier chez ses parents. Blandine en profite pour tenter de réconcilier sa fille avec Alain, de retour dans la région pour inaugurer la nouvelle plage qu’il vient d’acheter, Ibiza Beach, pour y ouvrir un établissement. Mais Laure n’est pas dupe longtemps et se réconcilie avec Grégory. Malheureusement, la jeune fille fait une fausse couche et Grégory décide de rester auprès d’elle en acceptant de travailler dans l’entreprise de son beau-père. À la plage, Sandra fait des pieds et des mains pour satisfaire un client qu’elle prend pour un célèbre critique gastronomique. Mais ce dernier s’avère être un producteur de cinéma qui finit par lui proposer un rôle. |                         |             |                                        |               |
| 10 | La menace               | Éric Summer | Patrick Tringale                       | 19 mai 1996   |
| Depuis quelque temps, Claude partage la vie d’Isabelle, une jeune femme beaucoup plus jeune que lui. Il hésite à l’annoncer à ses fils, et décide plutôt de l’engager à la plage comme comptable pour que la bande apprenne à la connaître. Mais très vite, Isabelle se montre autoritaire et invasive. Elle décide d’annuler le concert de Caroline, parvient à pousser Sandra à la démission pour prendre sa place de gérante, et envisage de créer une salle de sport à la place du Saint-Tropez, au grand désespoir de Louis. Ce dernier demande à son frère de l’aider à faire ouvrir les yeux à leur père, ce qui encourage Grégory à régulièrement s’absenter de son nouveau travail dans la société de Pierre Olivier. Il supporte en effet très difficilement de rester enfermer dans un bureau, surtout lorsque le père de Laure licencie un employé, Mathieu, pour lui donner son poste. Soutenu par Laure, Grégory finit par démissionner. Lorsque Claude réalise son erreur, il se sépare d’Isabelle. Sandra décide de ne pas reprendre sa place à la plage pour tenter sa chance à Paris et devenir comédienne. |                         |             |                                        |               |
| 11 | Garde à vue             | Yann Michel | Pascale Mémery                         | 26 mai 1996   |
| Samuel réapparaît et supplie Caroline de l’aider. Ce dernier a en effet besoin d’argent pour rembourser une dette qu’il doit à des dealers. Caroline se résout alors à signer un contrat que lui propose Alain Dulac pour chanter dans sa nouvelle discothèque, le Ibiza Club. Du fait de cette activité qu’elle souhaite ne pas révéler à son petit-ami, Caroline se montre distante avec Louis, qui comprend vite que quelque chose ne va pas, d’autant qu’il aurait vraiment besoin du soutien de la jeune femme à la plage dont il a repris la gérance depuis le départ de Sandra. D’ailleurs, il propose à son frère Grégory de venir y travailler. Leur couple étant dans une situation financière difficile, Laure encourage Grégory dans cette nouvelle aventure. Alors qu’elle révise ses examens de médecine, Laure voit également débarquer Jessica, une jeune Américaine qu’avait rencontrée Grégory en Floride lors d’un voyage sur son bateau. Laure est d’abord jalouse et méfiante, mais Jessica se montre rapidement gentille en donnant volontiers un coup de main au Saint-Tropez. Lorsque Louis apprend que Caroline travaille pour Alain, il se rue à l’Ibiza Club accompagné de Grégory pour les confronter. Les trois hommes en viennent aux mains et les frères Lacroix sont arrêtés. Claude les retrouve au commissariat pendant leur garde à vue, là où il a longtemps travaillé comme policier. La plage se retrouvant sans gérance, Laure demande à Jessica de s’en occuper. |                         |             |                                        |               |
| 12 | Règlement de compte     | Éric Summer | Pascale Mémery, Lorène Delannoy et al. | 2 juin 1996   |
| Grégory et Louis sont libérés dans l’attente de leur procès, à moins qu’Alain ne retire sa plainte. C’est ce qu’espère Claude pour éviter un scandale à la mairie, et Laure qui le demande à son ex-petit-ami. Mais Alain est décidé à aller jusqu’au bout pour se venger de Grégory. Nicole revient à Saint-Tropez pour soutenir ses fils, sans leur parler de ses problèmes relationnels avec Bertrand. Louis annonce leur rupture à Caroline lorsqu’elle lui avoue qu’elle a travaillé à l’Ibiza Club pour aider Samuel. Jessica, elle, assure le service à la plage et raisonne Louis avant que Caroline ne quitte la ville. Pendant que Laure part à Nice passer ses examens de médecine, Grégory trouve un travail sur un bateau. Finalement, Alain résilie le contrat de Caroline et accepte de retirer sa plainte contre un accord financier à l’amiable. Pour régler cette dette, Claude n’a d’autres choix que de lui vendre le Saint-Tropez. Mais Nicole décide de vendre sa boutique à Lyon pour sauver la plage familiale. À son retour, Grégory annonce à Laure qu’il va repartir en mer pour plusieurs mois. |                         |             |                                        |               |
| 13 | Nouveaux départs        | Éric Summer | Pascale Mémery, Lorène Delannoy et al. | 23 juin 1996  |
| Laure a décidé de partir en mer avec Grégory. Il lui reste à l’annoncer à ses parents, qui lui achètent une voiture pour la féliciter de ses excellents résultats à ses examens. Une fois au courant de sa décision, Pierre use de son influence pour inciter Élisabette Chouchan, la directrice de la Clinique des Mimosas, à proposer à sa fille un stage aménagé en parallèle à ses études, dans l’espoir de faire changer Laure d’avis. De son côté, Nicole s’apprête à rentrer à Lyon mais sa relation avec Bertrand semble à bout de souffle. Claude, lui, est toujours amoureux de son ex-femme et passe le plus de temps possible avec elle. Nicole finit par se rendre à l’évidence et quitte Bertrand avec l’intention de revenir vivre à Saint-Tropez. Voyant Grégory et Laure se déchirer suite à l’hésitation de cette dernière à partir, Jessica livre ses sentiments au jeune homme. Mais pour lui, c’est de l’histoire ancienne. Alors quand, ivre de tristesse au cours de la fête pour célébrer l’autorisation de travail en France de Jessica, il tente de l’embrasser, la jeune femme préfère ne pas en profiter. Finalement, Grégory prend la mer et Laure promet de l’attendre après avoir accepté la proposition du professeur Chouchan. |                         |             |                                        |               |